# جورج سكوت (لاعب كرة قاعدة أمريكي)
جورج سكوت (بالإنجليزية: George Scott) هو لاعب كرة قاعدة أمريكي، ولد في 23 مارس 1944 في غرينفيل في الولايات المتحدة، وتوفي بنفس المكان في 28 يوليو 2013.

## وصلات خارجية
- جورج سكوت (لاعب كرة قاعدة أمريكي) على موقع دوري كرة القاعدة الرئيسي (الإنجليزية)
- جورج سكوت (لاعب كرة قاعدة أمريكي) على موقعبيزبول رفرنس.كوم (الدوري الرئيسي) (الإنجليزية)
- جورج سكوت (لاعب كرة قاعدة أمريكي) على موقعبيزبول رفرنس.كوم (الدوري الثانوي) (الإنجليزية)
- جورج سكوت (لاعب كرة قاعدة أمريكي) على موقع إي إس بي إن.كوم (أم.أل.بي) (الإنجليزية)
- جورج سكوت (لاعب كرة قاعدة أمريكي) على موقع مشجعي الرسوم البيانية (الإنجليزية)
- جورج سكوت (لاعب كرة قاعدة أمريكي) على موقع قاعة ميسيسيبي للمشاهير الرياضية (الإنجليزية)